# 9. marts
9. marts er dag 68 i året i den gregorianske kalender (dag 69 i skudår). Der er 297 dage tilbage af året.
Dagens navn er 40 Riddere (Fyrretyve Riddere).

### Begivenheder
Født - Dødsfald
- 1497 - Nicolaus Copernicus foretager sin første registrerede astronomiske observation.
- 1776 - The Wealth of Nations af den skotske økonom og filosof Adam Smith udgives.[2]
- 1796 - Napoleon Bonaparte vies til Josephine.
- 1822 - Charles M. Graham, New York får patent på sin opfindelse, kunstige (forlorne) tænder.
- 1847 - Amerikanske styrker invaderer Mexico nær Santa Cruz.
- 1924 - Italien annekterer Fiume.
- 1932 - Politikens satiriske spalte At tænke sig optræder for første gang.
- 1944 - Sovjetiske luftbombardementer af Tallinn ødelægger 8.000 bygninger - omkring en trediedel af byen og henved halvdelen af boligerne. Omkring 800 blev dræbt og 25.000 bliver hjemløse.
- 1956 - Ærkebiskop Makarios deporteres fra Cypern til Seychellerne.
- 1959 - De første eksemplarer af verdens mest solgte dukke, Barbiedukken, kommer på markedet i New York City, USA.
- 1961 - Dalai Lama appellerer i FN om retablering af Tibets uafhængighed.
- 1964 - Den første Ford Mustang forlader samlebåndet.
- 1977 - Præsident Carter ophæver forbud mod, at amerikanske borgere rejser til Cuba, Vietnam og Nordkorea.
- 1984 - DFDS Scandinavian Sun udbrænder i Florida. 2 passagerer omkommer.
- 1998 - En række vestlige lande indefryser serbiske tilgodehavender for at tvinge præsident Slobodan Milošević til at skifte kurs.
- 2002 - Efter 3 års lukning på grund af en katastrofal brand i 1999 genåbner Mont Blanc-tunnelen.
- 2006 - Vand i flydende form opdages på Enceladus, Saturns 6. største måne.
- 2006   - For første gang siden opløsningen i 1978 mødes de fire medlemmer af Gasolin' offentligt i anledning af premieren på en dokumentarfilm om rockgruppen.
- 2014 - Efter Kvindernes internationale kampdag overfaldes en gruppe unge, heriblandt den danske Charlotte Johannsen, af knivstikkere i Malmö.

### Født
- 1454 - Amerigo Vespucci, italiensk opdagelsesrejsende og kartograf (død 1512).
- 1564 - David Fabricius, tysk astronom (død 1617). Månekrateret Fabricius er opkaldt efter ham.
- 1629 - Alexej 1., russisk zar (død 1676).
- 1839 - Andreas Bentsen, dansk arkitekt (død 1914).
- 1890 - Vjatjeslav Molotov, russisk politiker (død 1986).
- 1892 - Vita Sackville-West, engelsk forfatter (død 1962).
- 1900 - Howard Hathaway Aiken, amerikansk matematiker og computer-pioner (død 1973).
- 1910 - Samuel Barber, amerikansk komponist (død 1981).
- 1918 - Mickey Spillane, amerikansk krimiforfatter (død 2006).
- 1922 - Flemming af Danmark, dansk greve (død 2002).
- 1923 - Erik Køppen, dansk tidligere fodboldspiller (død 2019).
- 1923   - Walter Kohn, amerikansk biokemiker (død 2016).
- 1930 - Ornette Coleman, amerikansk saxofonist, komponist og orkesterleder (død 2015).
- 1934 - Jurij Gagarin, russisk kosmonaut (død 1968).
- 1938 - Vagn Greve, dansk professor og lic.jur (død 2014).
- 1938   - Lill-Babs, svensk sanger (død 2018).
- 1940 - Mads Øvlisen, dansk direktør, jurist og adjungeret professor.
- 1942 - John Cale, walisisk musiker.
- 1943 - Bobby Fischer, amerikansk skak stormester (død 2008).
- 1945 - Robin Trower, engelsk sanger i Procol Harum.
- 1947 - Annie Dunch, dansk designer.
- 1948 - Vibeke Marx, dansk forfatter.
- 1949 - Lise von Seelen, dansk folketingspolitiker.
- 1952 - Amir Peretz, israelsk politiker.
- 1957 - Mona Sahlin, svensk politiker.
- 1964 - Juliette Binoche, fransk skuespillerinde.
- 1967 - Ellen Hillingsø, dansk skuespillerinde.
- 1968 - Youri Djorkaeff, fransk fodboldspiller.
- 1973 - Jakob Piil, dansk cykelrytter.
- 1975 - Roy Makaay, hollandsk fodboldspiller.
- 1983 - Clint Dempsey, Fodboldspiller fra USA
- 1986 - Brittany Snow, amerikansk skuespillerinde.
- 1991 - Matthew Briggs, engelsk fodboldspiller

### Dødsfald
- 1202 - Sverre Sigurdsson, norsk konge (født omkring 1145-1151).
- 1661 - Jules Mazarin, fransk kardinal og statsmand (født 1602).
- 1847 - Mary Anning, britisk palæontolog, mm. (født 1799).
- 1851 - H. C. Ørsted, dansk fysiker (født 1777).
- 1881 - Dronning Caroline Amalie, dansk dronning (født 1796).
- 1888 - Wilhelm 1., tysk kejser (født 1797).
- 1897 - Sondre Norheim, norsk skipioner (født 1825).
- 1926 - Baron Bliss, velgører i Belize (født 1869)
- 1933 - Joakim Skovgaard, dansk maler (født 1856).
- 1943 - Nis Petersen, dansk forfatter (født 1897).
- 1986 - Michael Strunge, dansk digter (født 1958) - selvmord.
- 1992 - Menachem Begin, israelsk premierminister og modtager af Nobels fredspris (født 1913).
- 1993 - Cyril Northcote Parkinson, engelsk historiker (født 1909).
- 1993   - Jan Larsen, dansk fodboldspiller (født 1945).
- 1994 - Fernando Rey, spanskfødt skuespiller (født 1917).
- 1997 - The Notorious B.I.G., amerikansk rapper (født 1972) - myrdet.